# Vescomtat de Canet
El vescomtat de Canet fou una jurisdicció feudal concedida per Sanç I de Mallorca, el 1321, al seu conseller Guillem de Guàrdia (o Saguàrdia), senyor del castell de Guàrdia al Ripollès i baró de Canet. El vescomtat abraçava Canet de Rosselló, Sant Miquel de Llotes, Santa Maria la Mar, Mosellons, Vilarnau d'Amunt, Vilarnau d'Avall, Vilallonga de la Salanca, Alenyà, Salelles, Sant Nazari de Rosselló, Tesà, Boaça, Vilanova de Raó i Torrelles de la Salanca. La seva descendència porta el cognom Guàrdia o Saguàrdia i Canet. A la mort de Guillem (1324) el va succeir el seu fill Ramon, mort vers el 1350, i la successió va passar al seu cosí Pere de Fenollet, vescomte de l'Illa. Dels Illa o Fenollet va passar als Pinós, barons de Pinós i de Mataplana fins que el Rosselló fou ocupat per Lluís XI de França, qui va donar el vescomtat a Nicolau de Llupià el 1463. Dos anys després va passar a ser de Gastó de Lió, senescal de la Santonja. Temporalment, Joan II de Catalunya i Aragó el va cedir a Pere de Rocabertí, governador general del Rosselló (1472-1475) per retornar després al Pinós. Al segle següent va passar als ducs d'Híxar, com a hereus dels Pinós.
L'any 1706 signa actes notarials com a vescomtessa de Canet la senyora Desforsa, qui delega els seus poders en Antoni de Vila Domar, escuder capità de les Guàrdies de Monsenyor el Mariscal Duc de Noailles.

## Els Canet, barons i vescomtes de Canet
- Pere Ramon ?-després del 1092.
- Ramon Berenguer (fill) després del 1092-1154.
- Berenguer I (fill) després de 1154-1197, senyor de Canet, consenyor de Ribesaltes i Parestortes.
- Ramon I (fill), senyor de Canet 1197-1204.
- Guillem I (germà), senyor de Canet 1204-1211 (per matrimoni senyor de Rodès, Domanova, Mosset i Torre Mascarda).
- Ramon II (fill), senyor de Canet, Rodès, Domanova, Mosset i Torre Mascarda) 1211-1244.
- Guillem II (fill), senyor de Canet 1244-1283.
- Timbor (filla), senyora de Canet, casada amb Ponç de Saguàrdia, senyor de la Guàrdia, 1283-?.
- Ramon III (fill), senyor de canet, ?-1313.
- Guillem III (germà), primer vescomte de Canet i senyor de la Guàrdia, 1313-1324 (vescomte 1321).
- Ramon IV (fill), vescomte de Canet, 1324-1350.
- Pere II de Fenollet (cosí germà), vescomte d'Illa i Canet 1350-1353.
- Andreu (fill) vescomte d'Illa i Canet 1353-1387.
- Pere III (fill) vescomte d'Illa i Canet 1387-1423.
- Pere Galcerà de Castre, vescomte d'Evol (gendre), vescomte d'Illa i Canet 1423-?.
- Guillem Ramon (fill) vescomte d'Evol, d'Illa i Canet ?-1463.
- Nicolau de Llupià (usurpador) 1463-1465.
- Gastó de Lió senescal de Santonya (usurpador) 1465-1472.
- Pere de Rocabertí (interí) 1472-1475.
- Pere IV (fill de Guillem Ramon) 1493-1530.